# Акімов Василь Йосифович
Акімов Василь Йосифович (1 травня 1900, с. Мигаєве Одеської області — 1 листопада 1964, м. Київ) — професор, завідувач кафедри загальної хірургії педіатричного і санітарно-гігієнічного факультетів Львівського державного медичного інституту (1953—1958).
Закінчив медичний факультет Одеського медичного інституту (1930).
Хірург клініки Харківського інституту удосконалення лікарів (1931—1933); хірург Кадіївської міської лікарні Донецької обл. (1933—1935); асистент хірургічної клініки Харківського інституту удосконалення лікарів (1935—1941); провідний хірург фронтових шпиталів (1941—1945); доцент кафедри факультетської хірургії Львівського медичного інституту (1945-50), завідувач кафедри факультетської хірургії Івано-Франківського медичного інституту (1950—1953), завідувач кафедри загальної хірургії педіатричного і санітарно-гігієнічного факультетів Львівського медичного інституту (1953—1958), завідувач кафедри хірургії № 1 Київського інституту удосконалення лікарів (1958—1964).
Кандидат медичних наук (1939), доцент (1947), доктор медичних наук (1951), професор (1951).
Напрями наукових досліджень: хірургія щитоподібної залози, питання хірургічного лікування відкритих пошкоджень грудної клітки, ускладнень виразкової хвороби, захворювань шлунка і дванадцятипалої кишки; питання топічної діагностики виразок, що кровоточать.
Автор близько 40 наукових праць, серед них 2 монографії. Підготував 10 кандидатів, 2 докторів наук.